# 拉斯薩利納斯
18°16′12″N 71°19′12″W / 18.27000°N 71.32000°W
拉斯薩利納斯（西班牙語：Las Salinas），是多明尼加共和國的城鎮，位於該國西南部，由巴拉奧納省負責管轄，面積123.47平方公里，2012年人口5,956，人口密度每平方公里48人。